# Carbonat

Structura chimică

Carbonații sunt săruri disociate a acidului carbonic H2CO3. Aici aparține legătura realizată prin anionul de carbonat CO32-.
De asemenea, este numiti carbonat esterul acidului carbonic, cu formula strcturală R-O-C(=O)-O-R, unde R si R' sunt resturi ce conțin carbon. Dacă  R și R' aparțin de aceași moleculă se formează un inel ciclic pentagonal care este numerotat după cum urmează:
1. oxigen  (-O-)
2. oxid de carbon  (-C(=O)-)
3. oxigen (-O-)
4. alchil (-C(CH3)H-)
5. metilen (-CH2-)

## Proprietăți
Carbonații sunt săruri ionice, de aceea la temperatura camerei se prezintă sub formă solidă cristalizată. Anionul de carbonat nu are culoare; din această cauză culoarea este determinată de cationi. Carbonații nu au miros (sunt inodori). Cu excepția carbonaților alcalini, se dizolvă greu în apă.

## Reacții
Reacția dintre acidul carbonic și carbonat: carbonat de calciu + apă + dioxid de carbon --> hidrocarbonat de calciu:
{\displaystyle \mathrm {CaCO_{3}\ +H_{2}O\ +CO_{2}\ \rightarrow Ca(HCO_{3})_{2}\ } }
Această reacție arată formarea apei dure (bogată în carbonați).
Disocierea în apă: carbonat de magneziu -->ion de magneziu + dioxid de carbon
{\displaystyle \mathrm {Mg_{2}(CO_{3})_{2}\ \rightarrow Mg^{2+}\ +CO_{3}^{2-}\ } }
Descompunerea la căldură: carbonat de calciu --> oxid de calciu + dioxid de carbon
{\displaystyle \mathrm {CaCO_{3}\ \rightarrow CaO\ +CO_{2}\ } }
Această reacție arată producerea varului nestins.
Ciclul: silicați-carbonați:
1.Ciclul începe prin formarea acidului carbonic:
{\displaystyle \mathrm {CO_{2}\ +H_{2}O\ \rightarrow H_{2}CO_{3}\ } }
2.Apa de ploaie care conține acid carbonic erodează rocile care conțin silicați de calciu astfel va rezulta ioni de calciu și ioni de bicarbonat.
{\displaystyle \mathrm {H_{2}CO_{3}\ +CaO_{x}\ \rightarrow Ca^{2+}\ +HCO_{3}^{-}\ } }
Acești ioni rezultați vor fi transportați de apele curgătoare în mări, unde microorganismele (planctonul) folosesc ionii de calciu la construirea cochiliilor, care după moartea lor vor alcătui sedimentele de carbonați de pe fundul mărilor.
Aceste sedimente vor fi în următoarele perioade geologice prin mișcări tectonice vor ajunge în interiorul straturile pământului. 
Prin procesele de vulcanism sub acțiunea unei presiuni și temperaturi ridicate reacționează carbonatul de calciu cu cuarțul (metamorfismul carbonaților). Astfel iau naștere din nou prin eliminarea bioxidului de carbon silicații.
Determinarea carbonaților se face prin reacția efervescentă a carbonatului de calciu cu acidul clorhidric.

## Răspândire și utilizare
Carbonatul de calciu este prezent în calcare, ciment, beton, sau îngrășăminte chimice (amendamente). De asemenea, se mai află:
- In marmură, utilizat în construcții
- In cretă, folosită în școli
- In medicină este folosit ca antiacid îi hiperaciditatea gastrică, sau tratarea rahitismului
- In farmacologie, ca emulgator la prepararea de pulberi, alifii, drageuri
- In industria alimentară, fiind notat E 170 (colorant netoxic)
- In cosmetică ,a pulberi sicative
- In tehnică și agricultură, îngrășăminte chimice, ca prisme pentru aparate optice
- In biologie, în natură fiind folosit de organismele marine pentru alcătuirea cochiliilor

## Carbonați mai importanți
- Carbonatul de potasiu
- Carbonatul de sodiu (soda)
- Carbonatul de calciu (calcar, creta)
- Carbonatul de magneziu și calciu (dolomitul)
- Ca și carbonat organic pot fi amintite:
  - bimetil-carbonatul (C3H6O3)
  - polimerii ca policarbonații